# Tectoppia costulata
Tectoppia costulata är en kvalsterart som beskrevs av Sandór Mahunka 1988. Tectoppia costulata ingår i släktet Tectoppia och familjen Oppiidae. Inga underarter finns listade i Catalogue of Life.